# Черных, Борис Иванович
Бори́с Ива́нович Черны́х (13 июля 1937, Куйбышевка-Восточная, Дальневосточный край — 5 апреля 2012, Благовещенск) — российский писатель-прозаик, журналист, общественный деятель. Основатель вольного студенческого общества «Вампиловское книжное товарищество». Член КПСС с 1961—1966 гг., диссидент, политический заключённый (1983—1987), реабилитирован (1990), член Союза российских писателей, член Русского ПЕН-клуба. Последние годы жил и работал в Благовещенске Амурской области.

## Биография
Борис Черных родился 13 июля 1937 года в г. Куйбышевке-Восточной (ныне г. Белогорск) Амурской области в семье ссыльных расказаченных родителей. Жил и учился в школе № 9 в г. Свободном Амурской области.
В 1956—1961 годах учился в Иркутском государственном университете (ИГУ), на юридическом факультете.
В 1961—1966 годах — секретарь комитета ВЛКСМ на строительстве Байкальского целлюлозного комбината (трест «Братскстрой»), работал в Иркутском обкоме ВЛКСМ, член бюро Творческого объединения молодёжи Иркутска, журналист газеты «Советская молодежь» (Иркутск).
В 1966 году, после критического письма в партийные органы, исключен из КПСС «за фракционность и троцкизм» и уволен из редакции газеты, вынужден уехать на Дальний Восток.
Работал журналистом в г. Свободном, во Владивостоке, учителем истории, затем физкультуры в школе п. Армань Ольского района Магаданской области, создал «республику советов депутатов учащихся». С 1970 года работал разъездным корреспондентом журнала «Юность».
В 1976 году исключён из Союза журналистов СССР. Работал садовником в Ботаническом саде Иркутского университета.
В 1979 году тайно вывезен из Иркутска и помещен в Омскую областную психиатрическую больницу, затем сидел в Лефортовской тюрьме, в институте им. Сербского признан психически здоровым.
В 1983 году осуждён Иркутским облсудом «за антисоветскую агитацию и пропаганду» (написание и распространение повестей, рассказов, дневников, критических писем в Политбюро ЦК КПСС, хранение самиздата) по ч. 1 ст. 70 УК РСФСР на 5 лет лагерей и 3 года ссылки. Отбывал наказание в политзонах «Пермь-35» и «Пермь-36» (ВС-389/36) в Пермской области.
В 1987 году помилован вместе с сотнями других политзаключённых, вышел на свободу, на волне перестройки стал публиковаться в журналах, стали издавать его книги.
В 1990 году на конкурсной основе стал главным редактором газеты «Золотое кольцо» (Ярославль), затем литературной газеты «Очарованный странник» (1992—1996), инициатор создания Ярославского регионального отделения Союза российских писателей. В 1996 году в Ярославле провёл первое Всероссийское совещание молодых писателей при Союзе российских писателей.
В 1997—1998 годах — советник губернатора Амурской области по вопросам культуры.
В Благовещенске организовал Амурское отделение Союза российских писателей, создал и редактировал историко-культурную газету «Русский берег», выпускал педагогический альманах «Чистая лампада» (№ 3 вышел после смерти), сборник «Шалва Амонашвили и его друзья в провинции», в г. Свободном проводил Дни духовной поэзии и Дни памяти А. И. Солженицына.
Умер в Благовещенске 5 апреля 2012 года от сердечной недостаточности, похоронен в г. Свободном, на городском кладбище, в Дубках.

## Творчество
Первый рассказ «Юнкер Корецкий» напечатан в 1959 году в газете Иркутского государственного университета.
В 1962 году — принят в Союз журналистов СССР по циклу очерков и статей в областной прессе.
В 1970-х очерки «Возвращение» и «Весенние костры» опубликованы в журнале «Юность». Очерк «Если дорог тебе твой дом» вышел в «Литературной газете».
«Урийский цикл» составили рассказы «Остров Дятлинка», «Месяц ясный», «Гибель Титаника». Потом оформились в «Урийской тетради» (стихи) и «Урийские рассказы» (сборник).
Написал художественно-документальное исследование (очерки) о сибирском крестьянстве на примере колхоза им. Кирова Иркутской области «Старые колодцы», восстановил после уничтожения в КГБ рассказ «Маленький портной», вышел в приложении журнала «Огонёк».
Рассказ «Плач перепёлки», опубликованный в журнале «Огонёк» в 1988 году, с предисловием Фазиля Искандера, стал лауреатом литературной премии «Огонька».
Друг Александра Вампилова. Вот его слова:

«За стол мы тебя посадим. Это все чушь — ты не Толстой. Ты Черных. Твоей жизни десятерым хватит. У тебя — опыт, его надо записать, на серой бумаге стройно и последовательно изложить…»
Литературный талант Бориса Черных высоко ценили известные писатели: Александр Солженицын, Фазиль Искандер, Валентин Распутин, Виктор Астафьев, Валентин Курбатов.
Фазиль Искандер в предисловии к книге «Озими» написал:

«Борис Черных зрелый прозаик. У него свой, богатый сибирскими красками язык, свой мир, пронизанный любовью к людям, своя философия существования»

## Диссидентство
В 1966 году направил XV съезду комсомола критическое письмо «Что делать? Некоторые наболевшие вопросы нашего молодёжного движения», в котором предлагал реформировать ВЛКСМ и КПСС.
В 1971 году направил в Союз писателей РСФСР письмо с требованием восстановить в Союзе исключённого писателя Александра Солженицына.
В 1976 году направил в политбюро КПСС письмо с предложением об отставке генерального секретаря КПСС Леонида Брежнева.
В 1980 году в Иркутске основал вольное студенческое общество «Вампиловское книжное товарищество» (факультативный курс по литературе/независимый литературно-этический семинар), выпустил три номера машинописного альманаха «Литературные тетради» в 6 экземплярах.
В 1982 году — общество разогнано как «идеологически вредное», его активисты — арестованы. Материалы четвёртого и последующих номеров «Литературных тетрадей» изъяты дома при обыске. В справке КГБ написано: «Вампиловское книжное товарищество возводило клевету на советский государственный и общественный строй».
26 мая 1982 года — как организатор и вдохновитель был арестован, 29 марта 1983 года — осуждён Иркутским облсудом. Провёл в лагере с 1983 по 1987 гг. Освобождён в ходе кампании по помилованию политзаключённых (по амнистии) в феврале 1987 года.

Из «Необходимого предисловия» к очеркам «Старые колодцы» (Историческое исследование по истории колхозного строительства): 
Всякий раз подымался, готовый к сопротивлению, но к сопротивлению не властям, а предгибельным обстоятельствам

О диссидентстве говорил: 
Я не относил себя к диссидентам. Я ведь не отрицал строй, а старался его улучшить
По запросу народного депутата Верховного Совета СССР, журналиста, писателя Федора Бурлацкого полностью реабилитирован, одним из первых в стране (удостоверение о реабилитации № 14), 28 марта 1990 года определением Верховного суда РСФСР «дело производством прекращено за отсутствием состава преступления». Признан жертвой политического террора в СССР.

## Награды
Лауреат литературной премии «Огонёк»-1988.
Почётный знак министерства культуры России «За достижения в культуре».

## Семья
Родители: мать Августа Васильевна Самсонова, отец Иван Дмитриевич Черных.
Дед по линии матери — амурский казак в станице Албазино Василий Яковлевич Самсонов. Дед по линии отца — георгиевский кавалер, урядник Дмитрий Лаврентьевич Черных.
Дети: сыновья Андрей (живёт в Ярославле) и Дмитрий (живёт в Благовещенске), дочь Елена (живёт в Израиле). Жена/вдова Майя Петровна. Внуки: Иван, Ксения, Ольга.

## Адреса
Жил в Свободном на ул. Шатковской и Комсомольской, в Благовещенске на ул. Октябрьской, 90.

## Память
В 2012 году Музею гимназии № 9 (г. Свободный Амурской области) присвоено имя писателя.

## Сочинения
- Черных Б. И. Плач перепёлки: Рассказы. — М.: Правда, 1988. — 46 с. (Б-ка Огонек, № 51)
- Черных Б. И. Маленький портной: Рассказы. — М.: Огонек, 1991. — 48 с. (Б-ка Огонек, № 46)
- Черных Б. И. Гибель Титаника: Рассказы, повесть, хроника. — М.: Сов. писатель, 1992. — 400 с.
- Черных Б. И. Озими: рассказы. — М.: Терра, 1993. — 236 с.
- Черных Б. И. Мазурка: рассказ об албазинской казачке. — Благовещенск: Приамурье, 2000. — 16 с.
- Черных Б. И. Избранное в 2-х т. т. Т. 1. Есаулов сад. Предисл. В. Курбатова. — М.: Европа, 2007. — 384 с., ил.
- Черных Б. И. Избранное в 2-х т. т. Т. 2. Старые колодцы. — М.: Европа, 2007. — 488 с., ил.
- Черных Б. И. Эрька Журо, или Случай из моей жизни. Рассказы и очерки. — Владивосток: Тихоокеанское изд. Рубеж, 2012. — 288 с. (Серия Архипелаг ДВ)

### Альманахи
- Шалва Амонашвили и его друзья в провинции: сборник / сост. Б. И. Черных. — М.: Европа, 2006. — 200 с.
- Чистая лампада: пед. альм. Вып. 1. / под ред Б. И. Черных. — Благовещенск, 2008. — 184 с.
- Чистая лампада: пед. альм. Вып. 2. / под ред Б. И. Черных. — Благовещенск, 2010. — 184 с.
- Чистая лампада: пед. альм. Вып. 3. / Под ред Б. И. Черных. — Благовещенск, 2012. — 184 с.